# Delavan (Wisconsin)
Delavan is een plaats (city) in de Amerikaanse staat Wisconsin, en valt bestuurlijk gezien onder Walworth County.

## Demografie
Bij de volkstelling in 2000 werd het aantal inwoners vastgesteld op 7956. In 2006 is het aantal inwoners door het United States Census Bureau geschat op 8401, een stijging van 445 (5,6%).

## Geografie
Volgens het United States Census Bureau beslaat de plaats een oppervlakte van 17,7 km², waarvan 16,6 km² land en 1,1 km² water. Delavan ligt op ongeveer 302 m boven zeeniveau.

## Plaatsen in de nabije omgeving
De onderstaande figuur toont nabijgelegen plaatsen in een straal van 12 km rond Delavan.